# 세진이
세진이는 대한민국의 가수이다.

## 음반
- 2013년 몰라몰라
- 2014년 마네킹 / 몰라몰라
- 2015년 미운 사람아

## 경력
- 2013년 반기문을 존경하는 사람들 홍보대사
- 2013년 경기도 양평군 홍보대사

## 수상
- 2010년 대한민국 연예예술대상
- 2010년 한국가요 창작인 공로대상 열창가수상
- 2010년 인천 월미도 가요제 문화예술대상
- 2011년 대한민국 오늘문화대상 가요발전상
- 2011년 사랑하는 이를 위한 가요제 가요발전대상
- 2011년 대한민국 연예예술상 사회봉사상